# 개암마을지

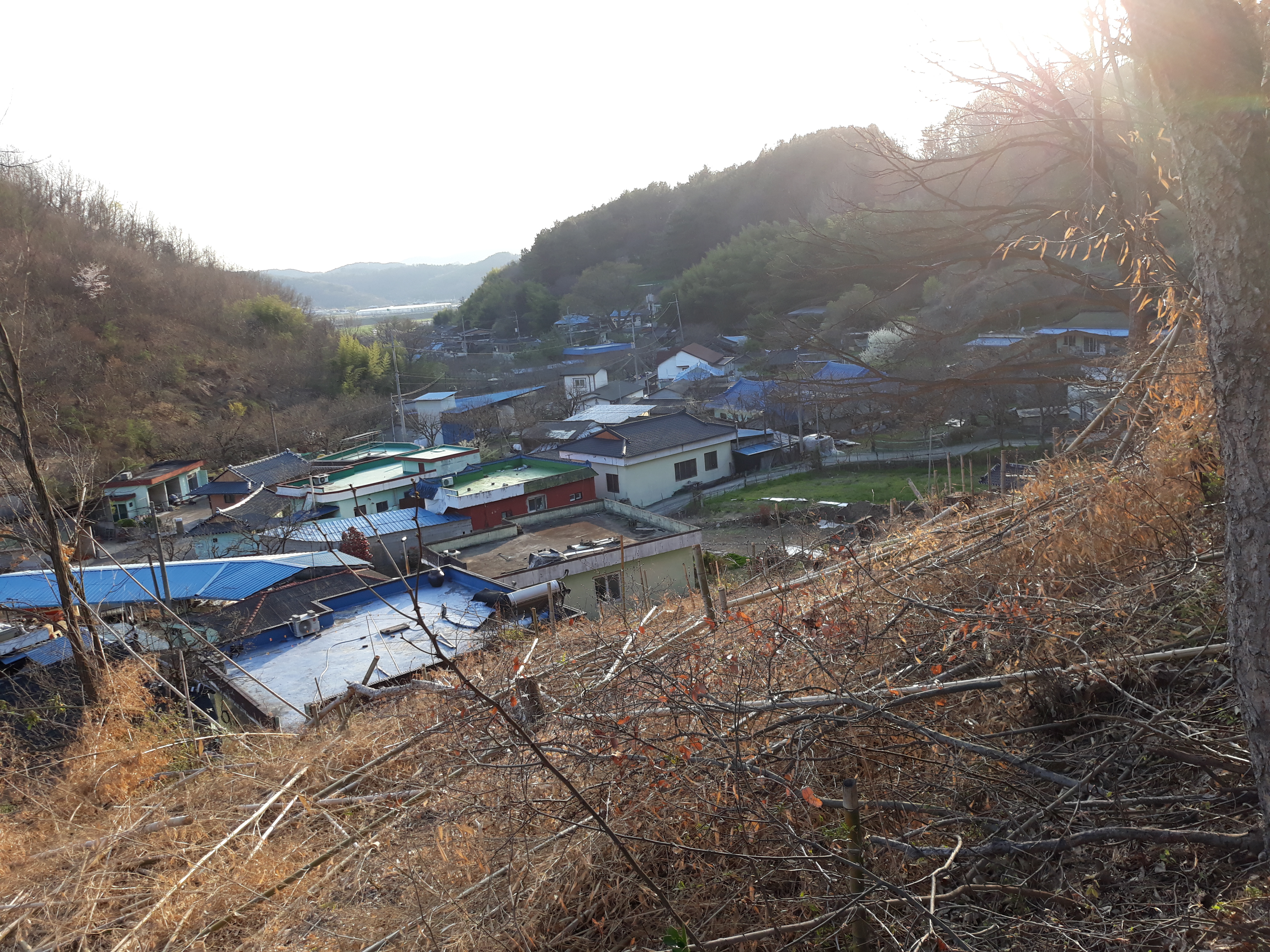
개암마을 전경

개암마을은 대한민국 경상남도 진주시 일반성면에 소재하는 '진주 한반도지형 마을'이다. 개암마을은 한반도를 그대로 옮겨놓은 것으로 보이는 한반도가 압축된 지형이다. 아래.웃담으로 이루어진 깊은 골에 자리잡은 이 마을은 좌우산맥이 병풍처럼 감싸고 있으며, 마을 중간에는 700년가량 된 정자나무와 함께 중담마을로 불리는 잘록 들어간 지형은 마치 3.8선을 닮았다. 아래.웃담 사이에 놓인 중담마을은 지금은 없지만, 옛날에는 방풍림이 가로로  심어져 있어서 마치 남한과 북한의 완충지대의 지형을 보는 듯하다.
개암마을은 전통적인 농촌마을로 마을 앞에는 너른 들판과 경상남도수목원을 끼고 있어 도시와 농촌을 잇는 관광과 힐링이 잘 융합된 마을이다. 국도 제2호선이 수목원 입구 앞을 통과하며, 철도역은 반성역이 있으나 약 4km가량 떨어져 있다. 산림 박람회 개최를 앞둔 2007년 10월 19일에는 경전선상에 임시승강장 형태의 진주수목원역이 신설되어 복선 전철화로 외곽 지역으로 이설된 2012년 10월 22일까지 영업하기도 하였다.
개암 본동마을은 웃담과 아랫담으로 이루어진 큰 마을이다. 웃담은 주로 함안趙氏, 아랫담은  김해金氏로 구성된 집성촌이며, 아랫담이 웃담 보다 가호수가 더 많다. 동네 이름을 부를 때 지리적으로 구분하여, 웃담과 아랫담 사이에 중담이 있는 것만 보아도 개암마을은 큰 마을임을 알 수 있다. 중담은 지리적 배경과 성씨로 인하여 웃담과 생활반경이 하나로 움직였다. 그 당시 동네사람들의 소통과 공동체의 소속감에서 오는 동질감을 갖게 되는 기준이 주로 농사일과 소먹이러 가는 장소였다,
특히 모심기에서 농민은 가가호호 농사일정이 잡혀 있는 날짜별로 돌아가면서 모심기를 하는 것으로, 농사의 시기를 놓치지 않으려면 모든 동민이 한마음으로 협동하는 삶이었다. 집집마다 서로 돌아가면서 농사일을 돕는 ‘품앗이영농방식’이었다. 모심기는 농경사회의 대표적인 전통인 두레문화의 계승이라고 할 수 있다.
모심기와 소먹이는 일이 당시의 마을공동체생활을 결정짓는 하나의 중요한 요소가 되었던 것이다. 소먹이는 장소에서 웃담과 아랫담은 나누어져 있었다. 아랫담은 개미뒷산과 들판 강둑으로 소먹이러 갔으며, 웃담과 중담은 오후에는 가실과 궁내골, 그리고 아침에는 숙골, 개장골로 소먹이러 갔다,
특히 개암마을‘개미뒷산’은 국민(초등)학교시절 소풍장소로 이름 난 곳이며, 일반성국민(초등)학교를 졸업한 모든 고향사람들에게는 잊을 수 없이 기록될 만큼 추억어린 곳이다. 개미뒷산은 천연잔디로 군락을 이루어진데다가, 산자락이 평평하게 이루어져 있고, 뺑 둘러 주변에 솔밭으로 군락이 이루어져 더위를 식힐 수 있는 그늘이 있어 소풍장소로 알맞은 곳이다.
그리고 개암마을은 지금도 집집마다 대문이 없이 살아가는 개방된 마을이다, 담 바깥과 연결되어 누구도 소외됨이 없이 소통의 공간을 유지할 수 있는 마을공동체의 골간을 아직도 면면히 이어가고 있다. 농촌마을의 생활은 무엇보다도 농사일을 통하여 이웃 간에 서로 믿고 의지하지 않으면 안 되게 되어있다. 일을 하다가 급하게 부족한 농기구가 필요할 때는 이웃의 농기구를 빌려 써야만 한다. 그래서 지금까지 개암마을은 대문이 없이 개방된 집구조를 유지한 채로 공동체의 형식을 잘 간직하고 있는 전통적인 농촌마을이다.

## 개암마을에 구전되어온 노래

### 진주난봉가
울도 담도 없는 집에 시집 삼 년을 살고 나니,
시어머님 하시는 말씀, 아가 아가 메느리 아가,
진주 낭군을 볼라거든 진주 남강에 빨래를 가게.
진주 남강에 빨래를 가니 물도나 좋고 돌도나 좋고.
이리야 철석 저리야 철석 어절철석 씻고나 나니.
하날 겉은 갖을 씨고 구름 같은 말을 타고 못 본 체로 지내가네.
껌둥빨래 껌께나 씻고 흰 빨래는 희게나 씨여.
집에라고 돌아오니 시어머님 하시 말씀,
아가 아가 메느리 아가, 진주 낭군을 볼라그덩,
건너방에 건너나 가서 사랑문을 열고나 바라.
건너방에 건너나 가서 사랑문을 열고나 보니,
오색 가지 안주를 놓고 기생첩을 옆에나 기고 희희낙락 하는구나.
건너방에 건너나 와서 석 자 시 치 멩지 수건 목을 매여서내 죽었네.
진주 낭군 버선발로 뛰어나와,
첩으야 정은 삼 년이고 본처야 정은 백 년이라.
아이고 답답 웬일이고.
-----------------
울도 담도 없는 집에 시집 간지 삼년 만에
시어머니 하시는 말씀 "애야 아가 메느리 아가,
진주 낭군 오실때에 진주 남강에 빨래를 가라."
진주 남강에 빨래를 가니 물도 좋고 돌도나 좋아
오동 동동 빨래를 하니 난데없는 발자국 소리
자부둥 자부둥 나는구나
옆눈으로 흘끗보니 하늘같은 갓을 쓰고 구름같은 말을 타고 못본듯이 지나간다.
껌정빨래 검께씻어 흰빨래는 미께씻어
집에가고 돌아오니 시어머니 하시는 말씀 애야 아가 메느리 아가
진주 낭국 오셨으니 사랑방에 올라가라.
사랑방에 올라가니 오색가지 술을 놓고 기생첩을 옆에 끼고 건주가를 부르는구나
아랫방에 내려와서 아홉가지 약을 넣고 명주 석자 조각배에 목을 매여 죽었다네
진주 낭군 이말듣자, 버선발로 뛰어나와
"사랑 사랑 내사랑아 하루개 정은 석달이요 본첩 정은 백년인데 
그 새를 못참고 죽었는가
어허 둥둥 내 사랑아"

### 나그네
```
                 
박목월
 작시  
                 
공병효
 작곡           
```

강나루 건너서 밀밭 길을/구름에 달 가듯 가는 나그네/ 길은 외줄기 남도 삼백리/술 익는 마을마다 타는 저녁놀/구름에 달 가듯 가는 나그네                

### 겨레의 노래
```
                작사.작곡 : 
공병효
```

삼팔선 넘어서 오고가며/새들은 한가로이 노래 부르네/우린 한겨레 한 자손인데/무엇이 길을 막아 헤어진 동포여/손잡고 마주 보면 우리는 하나다  
한라산 유채꽃 피는 날엔/백두산 진달래도 붉게 타는가/우린 한겨례 한 자손인데/무엇이 길을 막아 헤어진 동포여/손잡고 마주 보면 우리는 하나다 